# Monotes schmitzii
Monotes schmitzii är en tvåhjärtbladig växtart som beskrevs av Duvign.. Monotes schmitzii ingår i släktet Monotes och familjen Dipterocarpaceae. Inga underarter finns listade i Catalogue of Life.